# Revuelta en Bangladés de 2009
La revuelta en Bangladés de 2009 fue un motín ocurrido entre el 25 y el 27 de febrero de 2009 en Daca, capital de Bangladés, por los Bangladesh Rifles (BDR), una fuerza paramilitar que funge como guardia fronteriza. El cuartel central de los Bangladesh Rifles está ubicada en Pilkhana. Más de mil soldados del BDR ocuparon el cuartel y tomaron a sus oficiales como rehenes. Durante el segundo día la revuelta se extendió a doce pueblos y ciudades. El motín finalizó cuando los rebeldes se rindieron y liberaron a los rehenes. De los 181 oficiales que estaban en el cuartel central durante el comienzo de rebelión solo 33 sobrevivieron.